# Hyemeyohsts (Wolf) Storm
Hyemeyohsts Wolf Storm (Lame Deer, Montana 1935) és un escriptor xeiene. Estudià a la Universitat de Montana i ha escrit llibres força polèmics per a posar en ficció una interpretació de la història sense autorització tribal. Ha escrit Seven arrows (1972), Song of Heyoehkah (1981), i Lighteningbold (1994).